# Sabra (bướm đêm)
Sabra là một chi bướm đêm thuộc phân họ Drepaninae.